# Vaterá (Lesbos)
Vaterá, en grec moderne : Βατερά, est un village situé au sud de l'île de Lesbos, en Grèce. Il est doté d'une plage de sable de 7 km de long, la plus longue de l'île. Il est situé à 55 km de la capitale de l'île, Mytilène. Dans le passé, c'était un village de vacances pour les résidents des villes voisines, mais au cours des 20 dernières années, il a commencé à se développer en tant que destination touristique et reçoit de nombreux visiteurs de Grèce et de l'étranger. Selon le recensement de 2011, Vaterá compte un total de 219 habitants. Depuis 2019, le village est rattaché au dème de Lesbos-Ouest à la suite de la suppression du dème unique de Lesbos dans le cadre du programme Clisthène I.
La plage offre une vue sur Chios, Psara et la Turquie, tandis qu'à trois kilomètres au sud-ouest du village balnéaire se trouve le cap d'Ágios Fokás, où sont encore conservées les ruines d'un temple de Dionysos et d'une basilique du début de l'ère chrétienne.
La région de Vaterá est renommée pour les nombreux fossiles de vertébrés datant de la période paléolithique, dont des restes rares de macaque et de tortue géante,. Un musée d'histoire naturelle, situé dans le village de Vrísa (el), expose une partie des fouilles effectuées alentour.